# Jan VI. Esterházy z Galanty
Hrabě Jan Nepomuk VI. Esterházy z Galanty (maďarsky Eszterházy VI z Galánthai János Nepomuk, 23. března 1824, Kluž – 24. června 1898 tamtéž) byl uherský šlechtic z rodu Esterházyů, působil jako poslanec uherského sněmu, historik a kronikář.

## Život
Narodil se jako syn Denise Esterházyho (1789–1869) ze starší csesznekovské větve rodu, okresního soudce v Klužsku, a jeho manželky Cecílie Hallerové. Jeho bratr, Miguel z Esterházy, byl důstojníkem 48. pluku císařské armády.
Jeho dědeček Jan Nepomuk z Esterházy byl županem a jeho strýc, podplukovník Alois z Esterházy, byl manželem harfenistky Johanny Esterházyové. 
Svá studia dokončil v roce 1843 a dále v nich pokračoval na školách v Kluži.
V roce 1849 za maďarského boje za nezávislost působil jako čestný navrhovatel ministerstva vnitra v Debrecínu a účastnil se Národního shromáždění jako člen horní komory. V roce 1850 byl postaven před vojenský soud v Pešti, ale byl omilostněn. 

### Manželství a potomstvo
V roce 1856 se oženil s Julianou Mikóovou (1834-1912) a o rok později se narodila jejich dcera Cecílie, která se v roce 1876 provdala za Arnošta Bánffyho. 

## Činnost
Byl zakládajícím členem a členem správní rady Maďarské historické společnosti a přispěvatelem do dobových časopisů Századok, Archeológiai Értesítő a Archeológiai Közlemények.
Během mnoha let práce shromažďoval a průběžně rozšiřoval informace o rodu Esterházyů a jeho členech, mimo jiné s využitím materiálů z rodinných archivů a ústních sdělení rodinných příslušníků. Jeho hlavní dílo se skládá ze dvou částí. První svazek obsahuje osvědčení  a druhý obsahuje systematické životopisy členů rodiny spolu s genealogickými tabulkami.
Své knihy nikdy nepovažoval za zcela dokončené. Po jeho smrti převzal rukopisy Jan Michael Esterházy (1864–1905) od jeho vdovy, která je za asistence ředitele knížecího archivu Lajose Merényiho dopracovala a zajistila k vydání. Knihy vydal posmrtně kníže Mikuláš Esterházy, coby tehdejší hlava rodu.